# 川口丈文
川口 丈文（かわぐち たけふみ、1965年3月3日 - ）は日本の俳優。京都府出身。瀬嶋事務所所属。
身長167cm。体重60kg。スリーサイズ B88・W74・H90。靴のサイズ 25cm。趣味・特技は殺陣・ゴルフ・水泳・読書・映画鑑賞。

## 芸歴

### テレビ
- 示談交渉人甚内たま子裏ファイル
- 税務調査官・窓際太郎の事件簿
- 天までとどけ5
- わがままな女たち
- 湯けむり仲居純情日記3
- 世にも奇妙な物語
- ダブルマザー
- 失われた時の流れを
- はぐれ刑事純情派
  - 第12シリーズ 第6話（1999年、テレビ朝日）
- ちょっと危ない園長さん
- 三十六人の乗客
- 所さん&おすぎの偉大なるトホホ人物伝
- 慶次郎縁側日記3

### 舞台
- 明治座
  - 晴朗の風（加藤剛公演）
  - 大岡越前
  - 桃太郎侍（高橋英樹公演）
  - ぶらり信兵衛
  - 雪の夢華のゆめ
  - 旗本退屈男（北大路欣也公演）
  - 風林火山（堺正章公演）
  - 天保のねずみ伝
  - 恋・高らか太鼓
  - 腕におぼえあり（村上弘明公演）
  - 雪之丞変化（松井誠公演）
  - 大石内蔵助（里見浩太朗公演）
  - 舞台版 大奥

- 新橋演舞場
  - 松平長七郎（里見浩太郎公演）
  - 雪の渡り鳥 忠臣蔵備忘録
  - おれは恋泥棒（五木ひろし公演）
  - 八郎兵衛始末

- 芸術座
  - 男を金にする女（大原麗子公演）

- 中日劇場
  - 舞台版 大奥

### 映画
- ジャズ大名
- シン・ゴジラ[2] - 川溝丈文（金融担当大臣）役。

### ビデオ
- ウルトラセブン誕生30周年記念3部作 第1話「失われた記憶」

### CM
- メガネドラッグ
- メナード化粧品
- スマイルアクティブ
- 自由民主党
- サッポロ名古屋仕込み
- 甲府住宅団地
- 日本ユニコム
- ゴールドクレスト

### KARAOKE VIDEO
- 箱根八里の半次郎